# Darrouzett
Darrouzett è un centro abitato degli Stati Uniti d'America situato nella contea di Lipscomb dello Stato del Texas.
La popolazione era di 350 persone al censimento del 2010. La città deve il nome a John Louis Darrouzet, uno legislatore del Texas che servì come avvocato per la Santa Fe Railroad.

## Geografia fisica
Darrouzett è situata a 36°26′40″N 100°19′35″W (36.444544, -100.326487).
Secondo lo United States Census Bureau, ha un'area totale di 0,4 miglia quadrate (1,0 km²).

## Società

### Evoluzione demografica
Secondo il censimento del 2000, c'erano 303 persone, 137 nuclei familiari e 84 famiglie residenti nella città. La densità di popolazione era di 809,7 persone per miglio quadrato (316,2/km²). C'erano 182 unità abitative a una densità media di 486,3 per miglio quadrato (189,9/km²). La composizione etnica della città era formata dal 91,75% di bianchi, lo 0,66% di afroamericani, lo 0,66% di nativi americani, il 2,64% di altre razze, e il 4,29% di due o più etnie. Ispanici o latinos di qualunque razza erano il 9,24% della popolazione.
C'erano 137 nuclei familiari di cui il 23,4% aveva figli di età inferiore ai 18 anni, il 54,7% aveva coppie sposate conviventi, il 3,6% aveva un capofamiglia femmina senza marito, e il 38,0% erano non-famiglie. Il 36,5% di tutti i nuclei familiari erano individuali e il 20,4% aveva componenti con un'età di 65 anni o più che vivevano da soli. Il numero di componenti medio di un nucleo familiare era di 2,21 e quello di una famiglia era di 2,89.
La popolazione era composta dal 25,4% di persone sotto i 18 anni, il 4,0% di persone dai 18 ai 24 anni, il 22,4% di persone dai 25 ai 44 anni, il 25,7% di persone dai 45 ai 64 anni, e il 22,4% di persone di 65 anni o più. L'età media era di 43 anni. Per ogni 100 femmine c'erano 94,2 maschi. Per ogni 100 femmine dai 18 anni in giù, c'erano 100,0 maschi.
Il reddito medio di un nucleo familiare era di 32.625 dollari e quello di una famiglia era di 35.000 dollari. I maschi avevano un reddito medio di 33.000 dollari contro i 19.063 dollari delle femmine. Il reddito pro capite era di 17.237 dollari. Circa il 9,4% delle famiglie e l'11,3% della popolazione erano sotto la soglia di povertà, incluso il 12,0% di persone sotto i 18 anni di età.